# همه چیز درباره عشق است
همه چیز دربارهٔ عشق است (به انگلیسی: It's All About Love) فیلمی محصول سال ۲۰۰۳ و به کارگردانی توماس وینتربرگ است. در این فیلم بازیگرانی همچون واکین فینیکس، شان پن، کلر دینز، داگلاس هنشال، الون آرمسترانگ، مارگو مارتیندال و مارک استرانگ ایفای نقش کرده‌اند.